# Гуляшор
Гуляшор (коми Гуляшор) — посёлок в Прилузском районе Республики Коми России. Входит в состав сельского поселения Мутница.

## География
Посёлок находится в юго-западной части республики, в подзоне средней тайги, в пределах Вычегодской равнины, на берегах реки Талица-Ил, к западу от автодороги 87К-037, на расстоянии примерно 98 км (по прямой) к юго-юго-западу (SSW) от села Объячево, административного центра района. Абсолютная высота — 170 м над уровнем моря.
Климат
Климат характеризуется как умеренно континентальный, с продолжительной суровой многоснежной зимой и коротким прохладным летом. Средняя температура воздуха самого холодного месяца (января) составляет −17 °C (абсолютный минимум — −50 °С); самого тёплого месяца (июля) — 15 °C (абсолютный максимум — 35 °С). Годовое количество атмосферных осадков — 700 мм.
Часовой пояс
Посёлок Гуляшор, как и вся Республика Коми, находится в часовой зоне МСК (московское время). Смещение применяемого времени относительно UTC составляет +3:00.

## История
Возник в 1931 году как центральная усадьба Мутницкого льносовхоза. В 1960 году обозначен под названием посёлок Мутница. В 1966 году в состав посёлка включен посёлок Мутницкого льнозавода. В 1976 году присвоено наименование Гуляшор.

## Население
| 1939 | 1959 | 1970 | 1979 | 1989 | 2002 | 2010 |
| ---- | ---- | ---- | ---- | ---- | ---- | ---- |
| 198  | ↗580 | ↘522 | ↘467 | ↗512 | ↘417 | ↘308 |

Гендерный состав
По данным Всероссийской переписи населения 2010 года, в гендерной структуре населения мужчины составляли 41,9 %, женщины — соответственно 58,1 %.
Национальный состав
Согласно результатам переписи 2002 года, в национальной структуре населения русские составляли 53 % из 417 чел., коми — 43 %.